# Seth Wallace Cobb
Pour les articles homonymes, voir Cobb.
Seth Wallace Cobb (5 décembre 1838, Petersburg - 22 mai 1909, Saint-Louis), est un homme politique américain.

## Biographie
Fils de Benjamin Cobb et de Margaret Wallace, il sert comme volontaire dans l'Armée de la Virginie du Nord durant la Guerre de Sécession.
Après la guerre, il s'installe à Saint-Louis en 1867, dans l'État du Missouri, et se lance dans les affaires. Il devient président de Merchants Exchange (en) en 1886 et de la corporation qui construit le Merchants Bridge (en) sur le Mississippi.
Il est membre de la Chambre des représentants des États-Unis de 1891 à 1897.
Il est vice-président de l'Exposition universelle de 1904 à Saint-Louis.
Il est le gendre de Firmin René Desloge.

## Sources
- (en) Cet article est partiellement ou en totalité issu de l’article de Wikipédia en anglais intitulé « Seth Wallace Cobb » (voir la liste des auteurs).